# Carborà

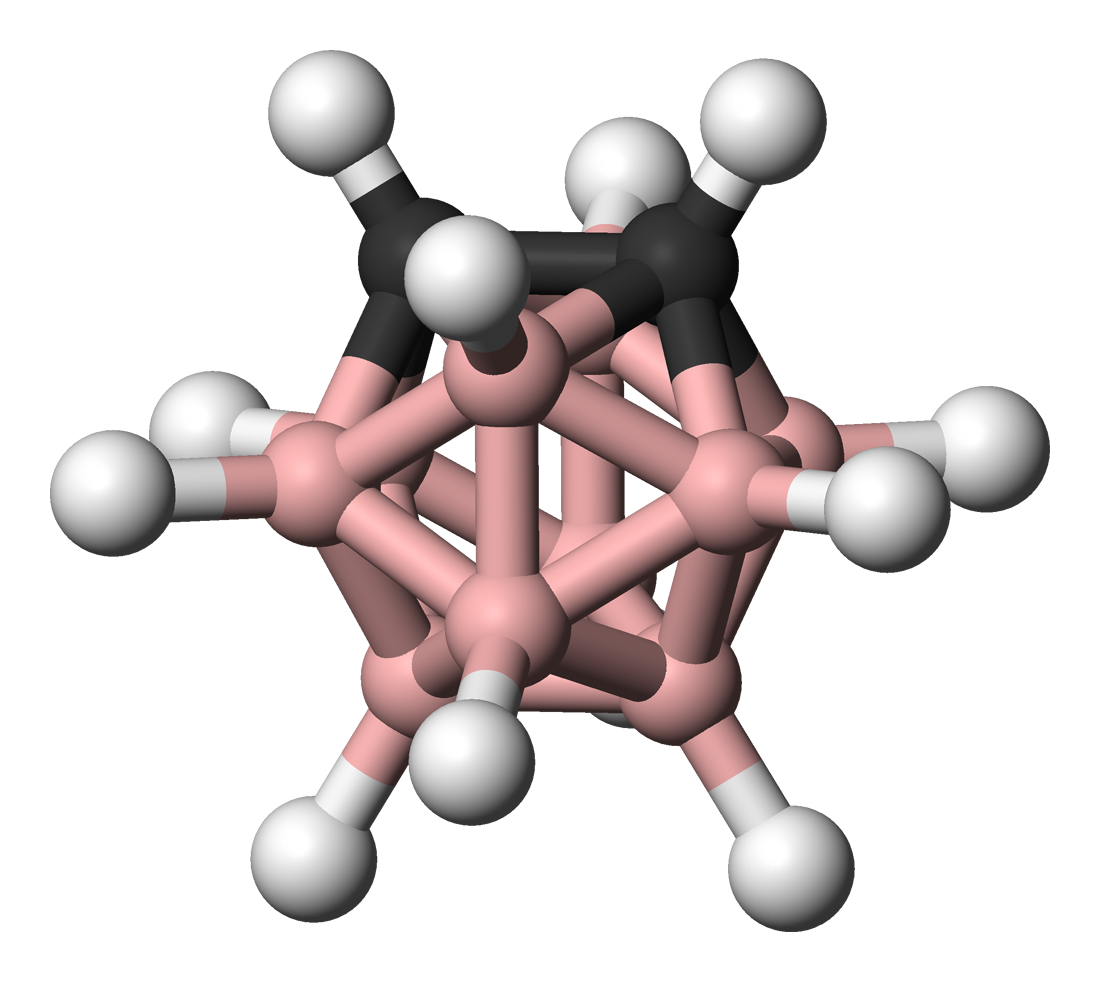
Model de lo-carborà

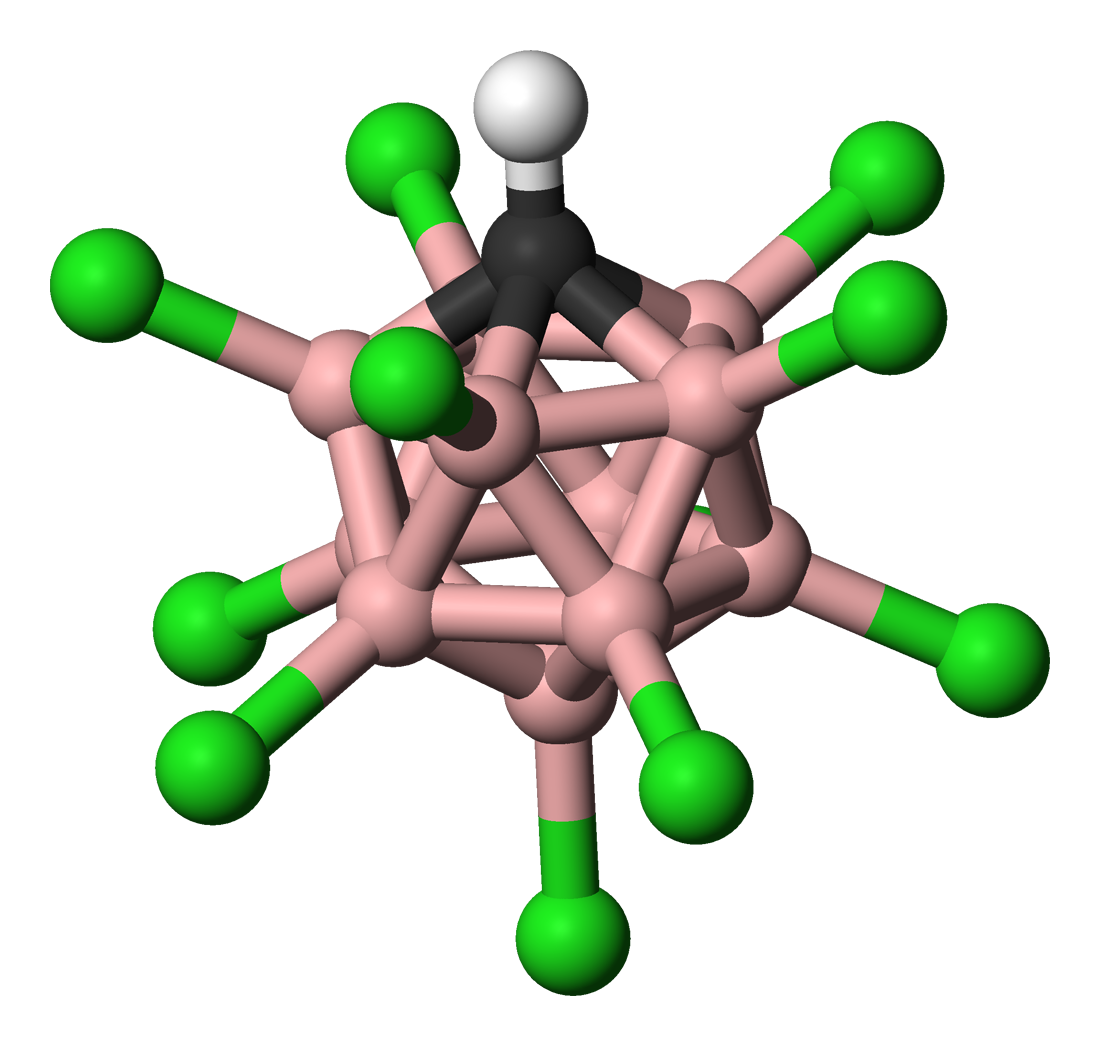
Model de l’anió de l’acid carborà

Un carborà, en anglès: carborane és un compost clúster químic compost per àtoms de bor, carboni i hidrogen. Són polièdrics.
Són exemples interessants de carborans aquells que són icosahèdrics extremadament estables. Aquests clústers rics en bor mostren propietats organomimètiques úniques amb molècules orgàniques metàl·liques
Un exemple de carborà de càrrega neutra és el C₂B10H₁₂ o o-carborà que té molts usos en polímers resistents a la calor i en medicina L'àcid carborà, és un superàcid amb clor, H(CHB11Cl11).

## Dicarbadodecaborà

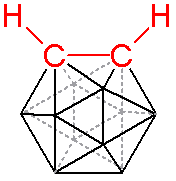
Fórmula esquelètica de l'o-carboran, sense mostrar els seus àtoms d’hidrogen connectats al bor

El carborà més estudiat és C₂B10H₁₂, m. p. 320 °C. Sovint es prepara per a la reacció amb acetilè amb decaborà. A

### Història
Els 1,2-closo-dicarbadodecaborans (normalment simplement dits carborans), van ser descoberts de forma simultània per grups d'Olin Corporation i la Reaction Motors Division of Thiokol Chemical Corporation treballant junts per a la U.S. Air Force  and published in 1963. Aquest grups van demostrar l'estabilitat sense precedents dels 1,2-closo-dodecaboran grup.

### Carborins
Caborin, Carboryne, o 1,2-dehydro-o-carboran, és un derivat inestable de l’ortocarboran amb la fórmula B10C₂H10. Un compost carborin es va generar primer l’any 1990 a partir de l’o-carboran. posteriorment, el resultant dianió del liti reacciona amb brom a 0 °C per formar el monoanió del brom.
Els carborins reaccionen amb alquins per formar benzocarborans

## Recerca
Els carborans han estat explorats com una font de bor en la teràpia de captura de neutrons de bor. També per estudis de cristal·lografia.
Els carborans han estat usats per a fer superàcids sòlids que tenen un avantatge mediambiental sobre els àcids dissolts. El superàcid carboran H(CHB11Cl11) té una constatnt de dissociació un milió de vegades més alta que la de l'àcid sulfúric.